# Stepowe (hromada Perwozwaniwka)
Stepowe (ukr. Степове) – wieś na Ukrainie, w obwodzie kirowohradzkim, w rejonie kropywnyckim. W 2001 liczyła 594 mieszkańców, spośród których 542 posługiwało się językiem ukraińskim, 45 rosyjskim, 5 białoruskim, 1 ormiańskim, a 1 innym.